# 基礎神学
基礎神学(Fundamentaltheologie)とは、研究・教育におけるカトリック神学の一分野であり、組織神学の一部分である。基礎神学の問題提起はプロテスタント神学においても同様に役目を果たしており、「組織神学」あるいは「教義学のプロレゴメナ」などの名称で呼ばれている。

## 古典的基礎神学の課題
基礎神学の目的は、キリスト教信仰の基礎と特徴を理性よりも先に正当化し、その前提を分析することで、他の世界観や信念との本質的な違いを指摘することである。基礎神学は、初期キリスト教の弁明と弁証学にその起源を持っており。 この用語自体は 19 世紀に登場した。
基礎神学は、弁証学からその 3 つの古典的な潮流または理論を継承している。
・「宗教論」 (demonstratio religiosa)
　宗教全般を合理的かつ伝統的なものとして分析し、無神論と対峙する。
・「啓示論」 (demonstratio christiana)
　啓示の宗教としてのキリスト教は他の宗教とは対照的なものとして合理的に正当化されるべきである
。
・「教会論」(demonstratio catholica)
　
自分自身の宗派が他の宗派とは対照的に適切なものとして提示され、教会の制度化された宗教として分析されるべきである。
また、人が聖書の啓示を受け入れるようになる方法はいくつかある。 第一にカトリックの道は、教会を出発点としている（つまり、最初にカトリック教会を肯定し、その結果、聖書の権威と構成を含む教会が教えることも肯定する）。次にバプテストの道は、個々の人間が出会うことができる神の子の到来から始まり、その後、神の啓示についてのイエスの声明の肯定がある。そして福音の道は聖書の感化から始まり、その後、さまざまな内容に関する聖書の声明を理解することができる。
最近の基礎神学論では、「神学的認識論」が 第四の要素として頻繁に登場し、伝統的に知識の理由を論じている。 この分野は神学の科学哲学の分野と重複する。

## 特定の形式とアプローチ

### 本質主義(Intrinsezismus)への転回
中世の弁証論が自然と信念を証明することから離れたため、外部の証拠、つまり奇跡、本物の証人に対して焦点が当てられた。20世紀半ばの新スコラ主義からの脱却に伴い、モーリス・ブロンデルの内在性への謝罪によって、このいわゆる外因性主義は放棄された。カール・ラーナー は 「御言葉を聞くもの。宗教哲学の基礎について」において 人類学的基盤に基づく基礎神学について述べ。 すぐに受容されたこの方向性は、マックス・セクラー により本質主義と呼ばれた。

### 実践的ないし政治的基礎神学
歴史的、実践的、政治的側面に焦点を当てたもので、特にホロコーストが、この方向性を形作った。 初期の代表的な学者として ヨハン・バプティスト・メッツがいる。

### エキュメニカルな基礎神学
ピーター・クナウアーは、エキュメニカルな問題に焦点を当てている。

### 解釈学的基礎神学
解釈学的基礎神学は、正当化のすべての問題に先立って、信仰に関する適切な理解についての問題を提起するか、または両方の側面を不可分であると見なす。 この理論を主張する学者にオイゲン・バイザーがいる。 他の多くの概念も、解釈学的アプローチで追求される問題点を主張する。

#### そもそも信仰において何が問題になっているのか？
解釈学的な基本的神学は、最初にキリスト教信仰とは何かという問題に答え、それから、この信仰が理性の前にどのように正当化できるかという問題にも答える。
キリスト教の信仰は、キリストの福音を指し、それ自体を「神の言葉」と見なしている。「神」という言葉は、世界は完全に神に依存している、つまり、神なしでは存在できなかったということで、キリスト教の福音に導入されている。 信仰自体は「神の言葉」に関連してのみ始まる。
「神は、その独り子をお与えになったほどに、世を愛された。独り子を信じる者が一人も滅びないで、永遠の命を得るためである。」（ヨハネによる福音書3章16節）
確実に生きるこの信仰のもとでは、もはや自分自身への恐れから生きる必要はない。

#### 信仰と理性
信仰が理性によって説明可能であるとすれば、それに対するすべての合理的な反論は、それぞれの分野で答えられなければならず、合理的な理由によって反論されなければならない。 その独立性を維持する理由に矛盾するものは何も信じられないからである。 キリスト教信仰の理解において、そのような理性に反するものは迷信でしかない。そのため信仰は批判的な理性について常に関心を持っている。理性とは、あらゆる迷信に対する「門番」である。「門番は羊飼いには門を開き、羊はその声を聞き分ける。羊飼いは自分の羊の名を呼んで連れ出す。」(ヨハネ 10:3)
逆に言えば、単なる理性に帰着できるものは何も信じることができない。 神と全く異なる世界のものは信じることはできない。 神の世界への自己伝達としてのみ理解できるものだけが信仰心を持つことができる。
キリスト教の信仰は理性にまでさかのぼることはできないが、理性を前提としている 。これはスコラ学の「恵みは自然を前提とする」に相当する。 信仰に関して言えば、理性は主に補助的機能を持っているのではなく、むしろ迷信に対するフィルターの機能を持っている。 信仰の中で、それは神との交わりの唯一の基本的な秘密の発展でしかない、すべての個々の信仰の声明の内的統一を明らかにするという重要な奉仕を行う。
キリストの福音の内容（世に対する神の愛、御子に対する御父の愛、御子の受肉による啓示、聖霊に満たされた信仰そのもの）だけが御言葉であると主張する。神の理解、 キリストの福音が神のことばであると主張する真理は、聖霊に満たされた知識として信仰によってのみ理解可能である。「ここであなたがたに言っておきたい。神の霊によって語る人は、だれも『イエスは神から見捨てられよ』とはいわないし、また、聖霊によらなければ、だれも『イエスは主である』とは言えないのです。」（1 コリント 12:3）。
したがって、解釈学的な基礎神学は、信仰に先立って神の啓示の積極的な可能性を認識することができる、またはその内容を扱う前に信仰が合理的であることを証明することが可能であるという古典的な基礎神学の見解に異議を唱えている。 信仰は、理性の理由までさかのぼることはできず、より包括的な理性の枠組み (= 合理主義または神学的合理主義) に分類することはできないが、具体的な内容を持つ信仰自体のみがすべてを包含するものとして理解できるという事実によって、それ自体を正確に識別しなければならない。そうでなければ。 この主張は、すべての合理的な異議は合理的な理由で反論できなければならないという点で、理性の前に、普遍的に信仰のために答えることを拒否する忠実主義とは異なる。
神の言葉であるというキリストの主張には、この言葉は理解できるというものが含まれている。 神の言葉を聞いて「理解する」人だけが実を結ぶことができる。（マタイ13:23参照）。 確かに、神との交わりという信仰の奥義は、世から読み取ることはできず、言葉によってのみ知られ、信仰そのものにおいて真実であると認められるだけである。 しかし、それは「理解できない」または「謎めいた」ものではない。

#### 神学諸学科の区分に関する弁明
次に、解釈学的基礎神学は、神学を歴史的および体系的な主題に分割することについて理解するものである。キリスト教の信仰は「聞くことから来る」（ローマ人への手紙 10:17）ものであり、人はそれを自分で発明するのではないため、キリスト教の言葉が何であるかを歴史的に問う必要がある。このように遭遇したという信念に関して実際に言います。 問われるべき体系的な問題は、言われたことが神の自己伝達としての信仰の意味でどのように真に理解できるかということである。 歴史的主題には、聖書の解釈の歴史としての釈義と教会史が含まれる。 体系的な主題には、一方では信仰の内容を詳細に展開する教義と、他方では信仰を伝えるための条件を扱う実践的な神学が含まれる。

#### キリスト教信仰と他宗教・無神論との関係
最後に、基礎神学は、キリスト教の信仰と他の宗教および宗教の欠如との関係を調べるものである。 ある意味で、基礎神学は神学における不信者を擁護するものでもある。これは、世界に対するキリスト教の理解の輪郭と限界を定義し、問題と違いを特定して示すために、信仰に対するすべての異議を明確に表現し、理解できる方法で間主観的に議論できるようにすることが大切である。

### 信仰の最終的な基礎づけ
一部の体系的な神学者は、究極の意味での信仰の正当化を試みた。 これらの理論は開発中、議論中であり、時には批判もされている。 異なるアクセントを持つ代表的な論者は、トーマス・プレッパー、ハンスユルゲン・フェルウェイン、クラウス ミュラーなどがいる。 超越的で実用的な形式の議論が取り上げられることがよくある。 基準点は、多くの場合、ヘルマン・クリングス、カール・オットー・アペル、ヴォルフガング・クールマンがあげられる。

## 文献
Walter Kern, Hermann J. Pottmeyer, Max Seckler (Hrsg.): Handbuch der Fundamentaltheologie. 2. Aufl. Tübingen; Basel: A Francke Verlag 2000 (UTB für Wissenschaft/Große Reihe, 4 Bände) ISBN 3-8252-8181-7
Peter Knauer: Der Glaube kommt vom Hören — Ökumenische Fundamentaltheologie. 6., neubearb. und erw. Aufl. Freiburg (im Breisgau); Basel; Wien: Herder 1991 ISBN 3-451-22187-X. Die 6. Auflage ist downloadbar unter [1]
Hans Waldenfels: Kontextuelle Fundamentaltheologie. 4. Aufl, Paderborn: Schöningh 2005, ISBN 3-506-72957-8
Peter Knauer: Unseren Glauben verstehen. 6. Aufl. Würzburg: Echter 2001, ISBN 3-429-00987-1
Joseph Ratzinger: Theologische Prinzipienlehre. Bausteine zur Fundamentaltheologie. 2. unveränderte Aufl. Donauwörth: Wewel 2005, ISBN 3-87904-080-X
Perry Schmidt-Leukel: Grundkurs Fundamentaltheologie. München: Don Bosco 1999 ISBN 3-7698-1146-1
Hansjürgen Verweyen: Gottes letztes Wort. Grundriß der Fundamentaltheologie. Düsseldorf: Patmos 1991. [2] (3., vollst. überarb. Aufl. Regensburg: Pustet 2000, 4. Aufl. 2002) ISBN 3-7917-1692-1
Jürgen Werbick: Den Glauben verantworten. Eine Fundamentaltheologie. Freiburg i. Br.: Herder 2000 ISBN 3-451-26259-2
Harald Wagner: Einführung in die Fundamentaltheologie. Darmstadt: Wissenschaftliche Buchgesellschaft 1981, 2., neubearb. Aufl. (1996) ISBN 3-534-13268-8
Wilfried Joest, Fundamentaltheologie: theologische Grundlagen- und Methodenprobleme, Stuttgart 3. A. 1988.
Markus Knapp: Die Vernunft des Glaubens: Einführung in die Fundamentaltheologie, Freiburg i. Br.: Herder 2009. ISBN 3-451-30161-X
Hans-Joachim Höhn: Gott - Offenbarung - Heilswege. Fundamentaltheologie, Würzburg: Echter 2011

## 参照
Natürliche Theologie

## ウェブリンク
Herbert Fronhofen: Auswahlbibliographie zur Fundamentaltheologie
Joseph Schuhmacher: Grundzüge der theologischen Erkenntnislehre (PDF; 462 kB)
Hansjürgen Verweyen: Online-Version des Werks Ontologische Voraussetzungen des Glaubensaktes. Zur transzendentalen Frage nach der Möglichkeit von Offenbarung
Bernhard Nitsche: Was ist Fundamentaltheologie?

## 個別参照
Hochspringen ↑ siehe Kern, Pottmeyer, Seckler, 1985-1988, 4 Bände (1)